# Molophilus (Trichomolophilus) multisetosus
Molophilus (Trichomolophilus) multisetosus is een tweevleugelige uit de familie steltmuggen (Limoniidae). De soort komt voor in het Neotropisch gebied.